# Amblyglyphidodon
Amblyglyphidodon – rodzaj morskich ryb okoniokształtnych z rodziny garbikowatych. Niektóre gatunki hodowane w akwariach morskich.

## Klasyfikacja
Gatunki zaliczane do tego rodzaju:
- Amblyglyphidodon aureus – garbik złoty[3]
- Amblyglyphidodon batunai
- Amblyglyphidodon curacao
- Amblyglyphidodon flavilatus
- Amblyglyphidodon flavopurpureus
- Amblyglyphidodon indicus
- Amblyglyphidodon leucogaster
- Amblyglyphidodon melanopterus
- Amblyglyphidodon orbicularis
- Amblyglyphidodon silolona
- Amblyglyphidodon ternatensis

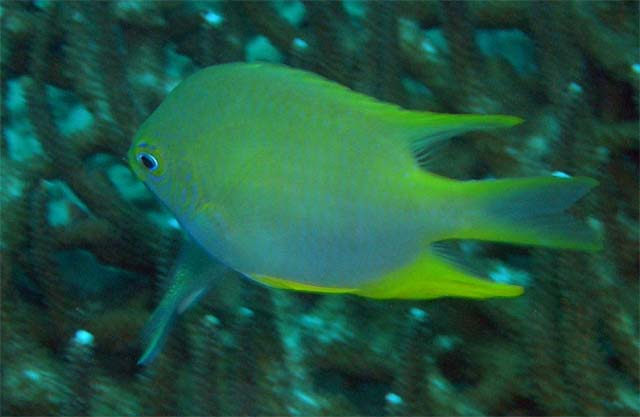
Amblyglyphidodon aureus
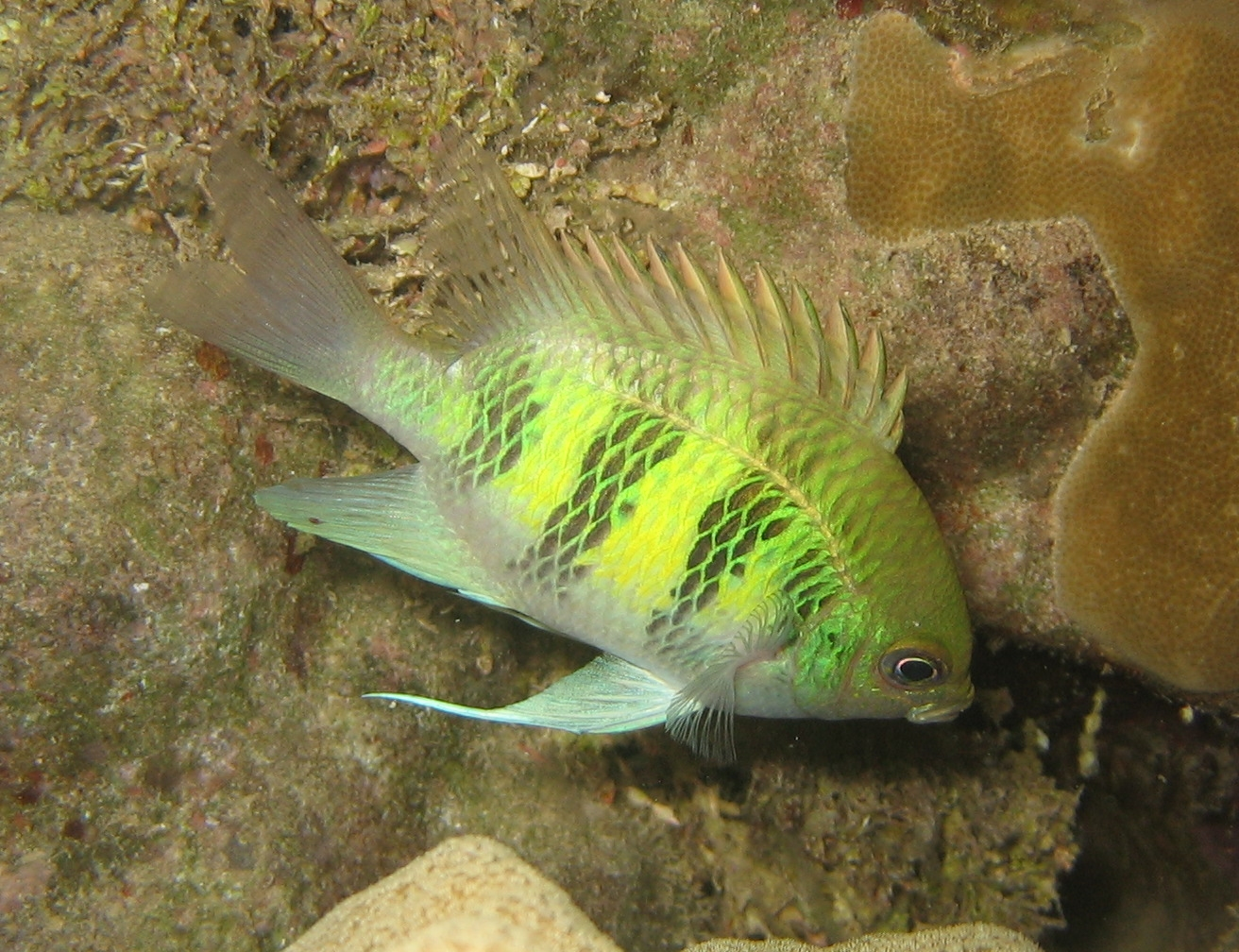
Amblyglyphidodon curacao
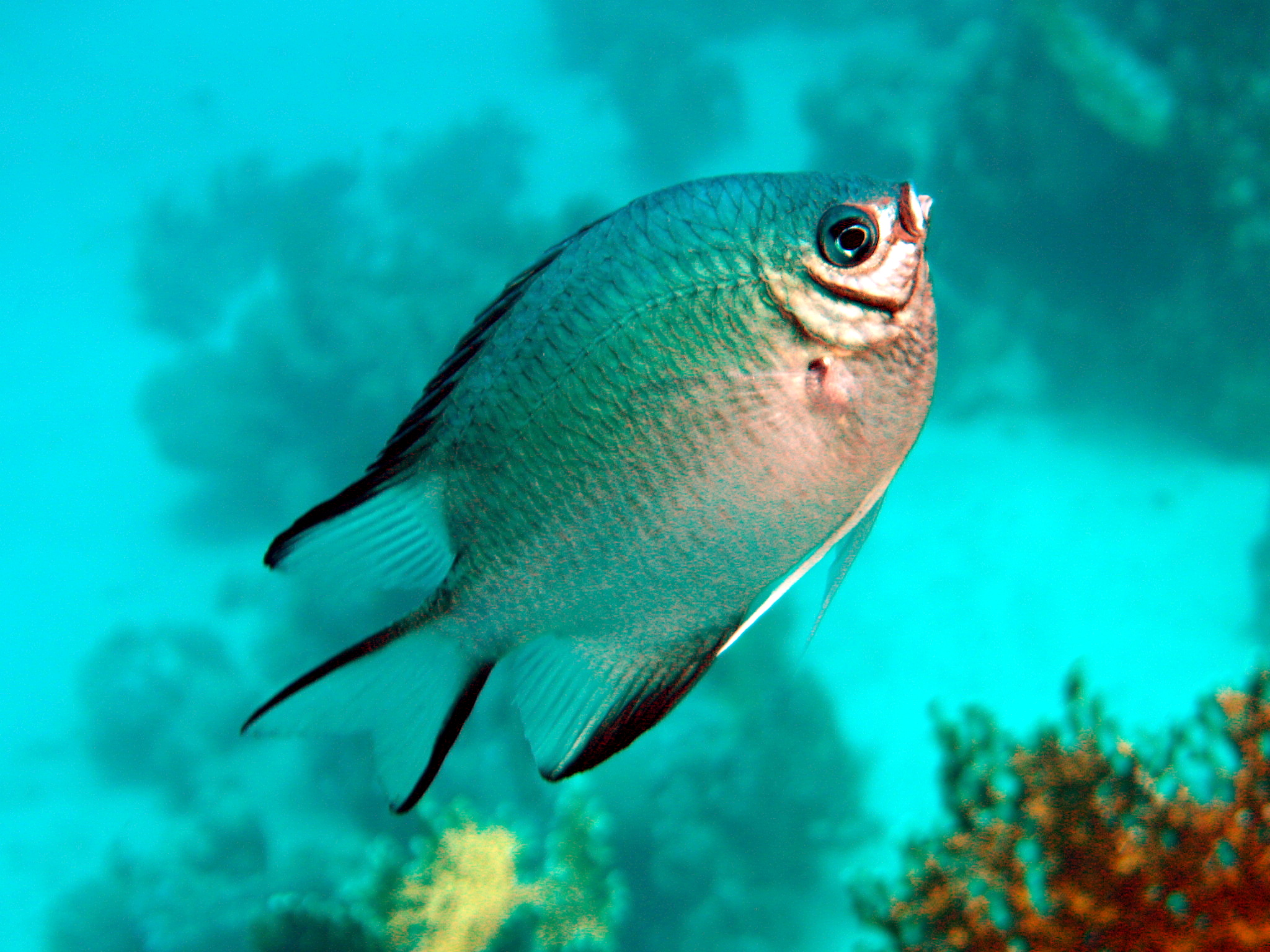
Amblyglyphidodon leucogaster